# Талалихино (Московская область)
Талалихино (ранее — закрытый военный городок Добрыниха-2, или Почтовый — в/ч 53830) — село в Чеховском районе Московской области, в составе муниципального образования сельское поселение Любучанское (до 29 ноября 2006 года входило в состав Любучанского сельского округа).

## Население
| 2002 | 2006 | 2010 |
| ---- | ---- | ---- |
| 988  | ↘979 | ↘938 |

## География
Талалихино расположено примерно в 26 км (по шоссе) на северо-восток от Чехова, на водоразделе рек Люторка и Северка, высота центра села над уровнем моря — 193 м.

## История
Постановлением Правительства Российской Федерации от 15 мая 1999 года посёлку присвоено наименование Талалихино.
Постановлением Губернатора Московской области от 3 июня 2004 года рабочий поселок Талалихино преобразован в село Талалихино.

## Современное состояние
На 2016 год в Талалихино зарегистрировано 4 улицы и 1 гск.
В селе имеются начальная школа-детский сад, средняя школа (филиал Троицкой общеоброзовательная школы), Дом культуры "Фортуна".